# Wolf Haas

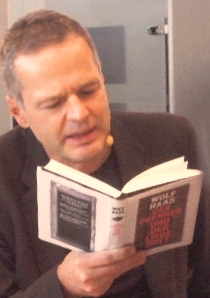
Wolf Haas, 2009

Wolf Haas (Maria Alm, 14 de diciembre de 1960) es un escritor austríaco conocido por sus novelas policiacas protagonizadas por el detective Simon Brenner. Varias de sus novelas se han llevado al cine. 
Pasó su infancia y adolescencia en su ciudad natal y estudió psicología, filología germánica y lingüística en la Universidad de Salzburgo y trabajó como lector en Swansea, Gales, antes de regresar a Austria con 30 años.

## Premios
- 1997, 1999, 2000 Deutscher Krimi Preis.
- 1999, 2000, 2006 Hörspiel des Jahres in Österreich
- 2000 Burgdorfer Krimipreis
- 2004 Literaturpreis der Stadt Wien
- 2006 Wilhelm-Raabe-Literaturpreis.

## Obra
- Detective Brenner
  - Auferstehung der Toten (Zell am See), Rowohlt, Reinbek 1996 (La resurrección de los muertos, Editorial Siruela, Madrid, 2011)
  - Der Knochenmann (Klöch in Styria), Rowohlt, Reinbek 1997 (El triturador de huesos, Editorial Siruela, Madrid, 2011)
  - Komm, süßer Tod (Viena), Rowohlt, Reinbek 1998 (Ven, dulce muerte, Editorial Siruela, Madrid, 2012)
  - Silentium! (Salzburgo), Rowohlt, Reinbek 1999 (Silencio, Editorial Siruela, Madrid, 2013)
  - Wie die Tiere (Viena), Rowohlt, Reinbek 2001
  - Das ewige Leben (Graz), Hoffmann und Campe, Hamburg 2003
  - Der Brenner und der liebe Gott, Hoffmann und Campe, Hamburg 2009
- Ausgebremst - Der Roman zur Formel 1, Rowohlt, Reinbek 1998
- Das Wetter vor 15 Jahren, Hoffmann und Campe, Hamburg 2006
- Verteidigung der Missionarsstellung, Hoffmann und Campe, Hamburg 2012

### No ficción
- Sprachtheoretische Grundlagen der Konkreten Poesie. Akademischer Verlag Heinz, Stuttgart 1990
- Die Liebe in den Zeiten des Cola-Rauschs, Verlag Tauschzentrale, Wien 1993

### Libros infantiles
- Die Gans im Gegenteil. Hoffmann und Campe, Hamburg 2010 I